# Christian Boussus
Christian Boussus (n. 5 de mayo de 1908 - 2003) fue un jugador de tenis francés. Fue finalista del Campeonato Francés en 1931 y usualmente considerado el "quinto mosquetero" por detrás de Borotra, Brugnon, Cochet y Lacoste.

## Torneos de Grand Slam

### Finalista Individuales (1)
| Año  | Torneo             | Oponente en la final | Resultado       |
| 1931 | Campeonato Francés | Jean Borotra         | 6-2 4-6 5-7 4-6 |

### Finalista Dobles (1)
| Año  | Torneo             | Pareja         | Oponentes en la final          | Resultado       |
| 1932 | Campeonato Francés | Marcel Bernard | Henri Cochet / Jacques Brugnon | 4-6 6-3 5-7 3-6 |